# SO213iS
SO213iSは、ソニー・エリクソン・モバイルコミュニケーションズ（現ソニーモバイルコミュニケーションズ）製のNTTドコモの第二世代携帯電話(mova)端末である。愛称は、「premini-S」（プレミニエス）。

## 概要
preminiシリーズ第二弾として発売された。
preminiのマイナーチェンジ版。名前の「S」は、Second、Sports、Soft taste、Sophisticatedというコンセプトに基づく。preminiとは異なり、曲線を用いたデザインを用いており、筐体は若干大きくなっている。

## 歴史
- 2004年9月22日　 テレコムエンジニアリングセンターによる技術基準適合証明の工事設計認証（工事設計認証番号01WAA1185）
- 2004年10月4日　 NTTドコモから発表
- 2004年10月18日　電気通信端末機器審査協会による技術基準適合認定の設計認証（設計認証番号A04-0549001）
- 2004年11月26日　発売
- 2012年3月31日　 movaサービス終了により使用はこの日限りとなる。